# Schafweihergraben (Igelsbach)
Der Schafweihergraben ist ein rechter und westlicher Zufluss des Igelsbachs im Dorf Igelsbach, einem Ortsteil des Marktes Absberg im mittelfränkischen Landkreis Weißenburg-Gunzenhausen.

## Verlauf
Der Schafweihergraben entspringt auf dem Gemeindegebiet von Haundorf auf einer Höhe von 505 m ü. NN in einem Waldgebiet inmitten des Spalter Hügellandes und des Fränkischen Seenlandes zwischen den Orten Gräfensteinberg im Westen und Igelsbach im Osten unweit der Europäischen Hauptwasserscheide und in der Nähe der Kreisstraßen WUG 21 und WUG 1. Nahebei entspringt der Erlbach. Der Schafweihergraben fließt in nordöstliche Richtung, größtenteils durch ein Waldgebiet, erst am Ende durch eine Offenlandschaft, und speist bei Igelsbach den namengebenden Schafweiher. Er mündet wenig abwärts dieses Weihers in Igelsbach nach einer Länge von rund 2,1 Kilometern auf einer Höhe von 429 m ü. NN von rechts in den Igelsbach. Unweit münden auch der Klingenbach und der Hopfstattgraben.